# Музеї Казані
Музеї Казані (перелік).

## Комплексні музеї
- Державний історико-архітектурний і художній музей-заповідник «Казанський кремль»
- Національний музей Республіки Татарстан
- Державний музей образотворчих мистецтв Республіки Татарстан (Музей ИЗО), в т.ч. Національна художня галерея «Хазине»
- Центр «Ермітаж-Казань»
- Музей національної культури і історії міста Казань.

## Галузеві музеї
- Музей історії державності татарського народу і Республіки Татарстан
- Музей природничої історії Татарстана
- Музей-меморіал війни 1941-1945 рр.
- Музей ісламської культури
- Музей соціалістичного побуту, Казань
- Театральний музей в театрі ім. В. І. Качалова
- Музей музичної культури Республіки Татарстан
- Музей історії зв'язку Республіки Татарстан
- Музей міського електротранспорту Казані в складі  МУП «Метроелектротранс»

## Університетські музеї
- Музей історії Казанського університету
- Археологічний музей Казанського університету
- Геологічний музей ім. А. А. Штукенберга Казанського університету
- Зоологічний музей ім. Е. А. Еверсманна Казанського університету
- Ботанічний музей Казанського університету
- Етнографічний музей Казанського університету
- Музей Казанської хімічної школи Казанського університету
- Музей-лабораторія Е. К. Завойського Казанського університету
- Музей кафедри нормальної анатомії Казанского державного медичного університету.

## Музеї окремих діячів
- Літературний музей Габдулли Тукая
- Музей Л. М. Толстого
- Музей історії татарської літератури і меморіальна квартира Шарифа Камала
- Літературно-меморіальний музей О. М. Горького
- Музей поета Е. А. Боратинського
- Музей-квартира Муси Джаліля
- Музей Каюма Насирі
- Музей Салиха Сайдашева
- Музей-квартира Назиба Жиганова
- Музей Баки Урманче
- Галерея художника Константина Васильєва
- Будинок-музей академіків А. Е. и Б. А. Арбузових
- Будинок-музей В. І.Леніна.